# بول أونيل
بول هنري أونيل (بالإنجليزية: Paul Henry O'Neill)‏ (4 ديسيمبر 1935 - 18 أبريل 2020) سياسي من الولايات المتحدة الأمريكية ولد في سانت لويس، ميزوري. تولى منصب وزير الخزانة الأمريكي الثاني والسبعبن في أول سنتين من الفترة الأولى للرئيس جورج دبليو بوش. تم إقالته من منصبه في ديسمبر 2002 بسبب خلافه مع الإدارة. وقبل توليه هذا المنصب، شغل أونيل منصب رئيس مجلس الإدارة والرئيس التنفيذي لشركة ألكوا العملاقة الصناعية ومقرها بيتسبرغ ورئيس مؤسسة راند. وهو عضو في الحزب الجمهوري . اعتمد في ادارته لشركة ألكوا على مبدأ سلامة العمال و التواصل المتواصل و تم نشر قصة ادارته في كتاب «قوة العادات» للكاتب تشارلز دويج

## التعليم
تعلم في جامعة إنديانا.

## روابط خارجية
- بول أونيل على موقع مونزينجر (الألمانية)
- بول أونيل على موقع إن إن دي بي (الإنجليزية)